# Kuhscheibe

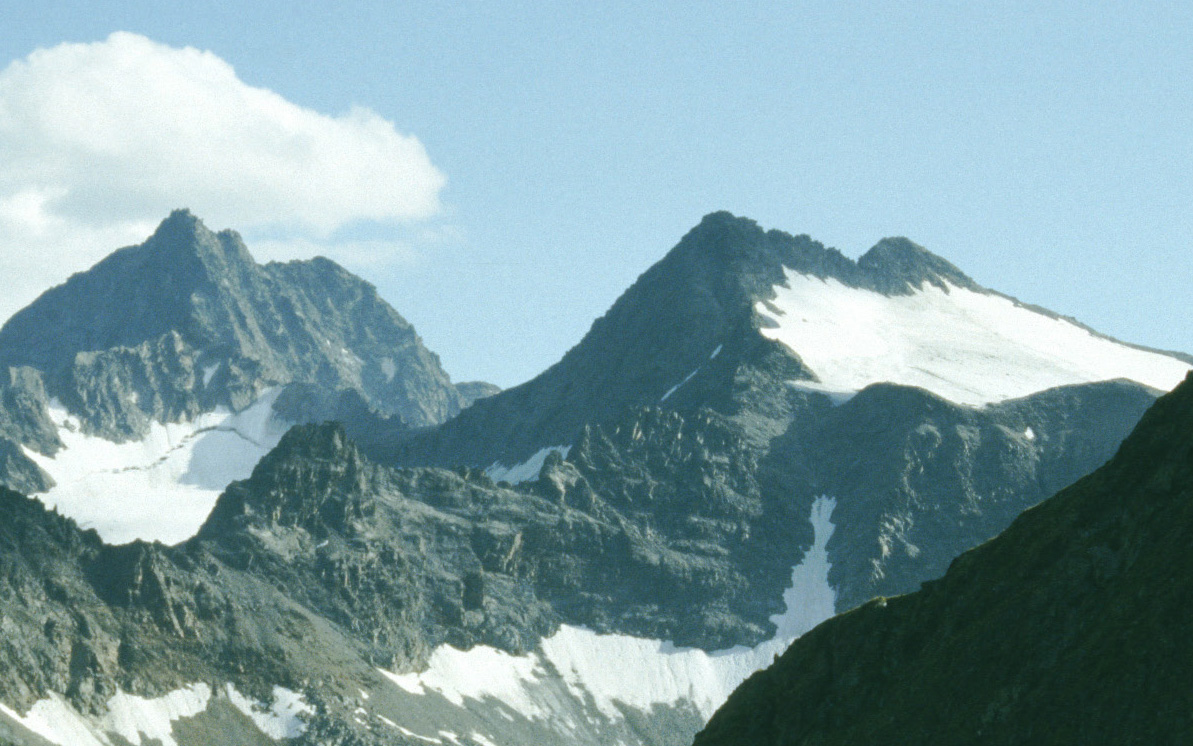
Szczyty Stubaier Alpen: skalisty Wilde Leck (z lewej) oraz Kuhscheibe z lodowcem podszczytowym (z prawej)

Kuhscheibe - szczyt w Stubaier Alpen, położony na terenie Tyrolu (Austria), o wysokości 3188 m n.p.m. (niektóre źródła podają 3189 m n.p.m.)  
Położony jest w jednej grupie z dominującym szczytem Wilde Leck, lecz jest wyraźnie od niego oddzielony głęboką przełęczą, co powoduje, że jest szczytem samodzielnym.  

## Turystyka
Punktem wyjścia normalnej drogi na Kuhscheibe jest schronisko Amberger Hütte (2139 m n.p.m.), do którego dojść można wygodnym traktem z miejscowości Gries im Sulztal (2:30 h).  Wejście ze schroniska na szczyt trwa 3:30 - 4 h i nie jest zbyt trudne, wymaga jednak przechodzenia nieco bardziej stromych płatów śniegu na lodowcu położonym pod wierzchołkiem i widocznym na załączonej fotografii.  Przydatny sprzęt: czekan, raki, lina, choć jego użycie w optymalnych warunkach nie jest konieczne. 

## Mapy
- Kompass Wanderkarte Innsbruck - Brenner, 1:50000.
- Kompass Wanderkarte Stubaier Alpen, 1:50000.
- Alpenvereinskarte, Blatt 31/2, Stubaier Alpen, Hochstubai, 1:25000.